# Oglasa hollandi
Oglasa hollandi är en fjärilsart som beskrevs av M.Gaede 1939. Oglasa hollandi ingår i släktet Oglasa och familjen nattflyn. Inga underarter finns listade i Catalogue of Life.